# Iddy Nado
Iddy Nado (Dar-es-Salaam, Tanzania; 3 de noviembre de 1995) es un futbolista de Tanzania que juega en la posición de extremo con el Azam FC de la liga tanzana de fútbol desde el 2019.

## Carrera

### Club
| Periodo   | Club           |
| --------- | -------------- |
| 2013-2015 | Ashanti United |
| 2017-2019 | Mbeya City FC  |
| 2019-     | Azam FC        |

### Selección nacional
Debutó con Tanzania el 28 de julio de 2019 en el empate 0-0 ante Kenia por el Campeonato Africano de Naciones de 2020 y su primer gol internacional lo anotó el 11 de junio de 2025 en la victoria por 2-1 sobre Suazilandia por la Copa COSAFA 2025.

## Logros
- Copa Mapinduzi (1): 2019